# 貝魯特港
贝鲁特港（阿拉伯语：‎）是黎巴嫩主要港口，位于贝鲁特北部地中海沿岸圣乔治湾东边、贝鲁特河东部，是地中海东部最大最繁忙的港口。贝鲁特港和贝鲁特-拉菲克·哈里里国际机场是进入贝鲁特的主要港口。
2020年8月4日，贝鲁特港发生重大爆炸事故，導致至少200人死亡，超過7,000人受傷且為數眾多的人失蹤。港口大部分基础设施被严重损毁。

## 概況

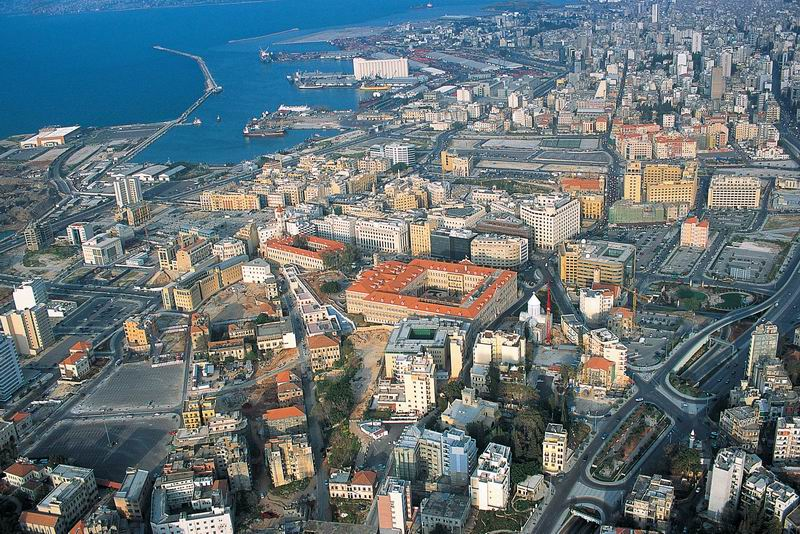
贝鲁特港俯瞰

该港口由贝鲁特港运营中心（Gestion et exploitation du port de Beyrouth）运营管理。其中，集装箱码头业务分包给私营的贝鲁特集装箱码头联合会（英語：Beirut Container Terminal Consortium）。
在1990年黎巴嫩内战结束之后，该港口经历了一项重大的更新和扩建计划，包括修复已有的港口设施，建设新的行政大楼以及新的集装箱码头等。
该港口是重要的货运门户，连接着叙利亚、约旦、伊拉克，以及波斯湾阿拉伯国家。
贝鲁特港占地1,200,200m2，有4个船坞，16个码头，以及一个位于16号码头的新集装箱码头每年可以处理745,000个20呎標準貨櫃（标准箱）。
自由区包括三栋共带有占地32,400m2仓库的工业建筑，一栋有46家免税商店占地11,200m2的商业建筑。在2007年，该港建立了物流免税区，此区包括有几间物流仓库，货物在经历陆运、海运、空运，或进口到黎巴嫩本土之前就可以在此地进行运输。
普通货物区有12个仓库和一个筒仓，可以容纳120,000吨的货物。
贝鲁特港是世界重要转运中心。转运中心这个地位是由世界第二和第三大的集装箱运输公司，瑞士的地中海航运公司，以及法国的达飞海运集团所定位。后者在该港口附近建立了价值1200万美元的地区总部大楼。
客运中心位于第五码头，对面是第二船坞。该设施被认为过时且不合适，所以它将改造成占地600m2的现代设施。
历史悠久的第一船坞，拥有贝鲁特海军基地，将由Solidere重新整修。（Solidere公司是市值20亿美元的房地产公司，同时在重新建造贝鲁特中央区。）重建将涉及将第一、第二码头改造成公共长廊以及建设休闲商业地产。
但是，该港口缺少铁路的连接。黎巴嫩铁路系统长期计划将会修建一条通过该港口的铁路连接。
2020年8月4日發生爆炸，導致至少200人死亡。